# Opération Mer verte
 (décembre 2024).
Si vous disposez d'ouvrages ou d'articles de référence ou si vous connaissez des sites web de qualité traitant du thème abordé ici, merci de compléter l'article en donnant les références utiles à sa vérifiabilité et en les liant à la section « Notes et références ».
Guerre d'indépendance de la Guinée-Bissau
L'opération Mer verte (en portugais : Operação Mar Verde) aussi appelée agression portugaise du 22 novembre 1970, est une opération militaire amphibie des forces armées portugaises exécutée le 22 novembre 1970 pendant la guerre coloniale portugaise en Guinée-Bissau. Elle est conçue et conduite par le capitaine-lieutenant Alpoim Calvão (pt), responsable du centre des opérations spéciales de Guinée-Bissau, avec le soutien du général de brigade António de Spínola, gouverneur militaire du territoire.
Opération extrêmement audacieuse — du fait qu'elle consiste à attaquer la capitale d'un État souverain avec très peu d'hommes — son objectif principal est de renverser le président guinéen Ahmed Sekou Touré, qui accueille les indépendantistes bissaoguinéens et caboverdiens du PAIGC dans son pays. 
Risquant d'aggraver l'isolement international du Portugal (dont la politique coloniale est presque unanimement décriée), le succès de l'opération repose sur son caractère secret, aucun élément ne devant permettre de relier les forces armées portugaises à cette dernière. Pour ce faire, les soldats portugais participants à l'opération banalisent leurs navires, revêtent un uniforme indistinct, portent des armes courantes en Afrique (telles que des AK-47 et des RPG acquis au marché noir) et se griment en Noirs. Par ailleurs, ils signent tous un document par lequel ils s'engagent à ne jamais parler de cette intervention. Encore aujourd'hui, le gouvernement portugais ne reconnait pas son existence.

## Contexte
En 1952, Sékou Touré est devenu le chef du Parti démocratique guinéen (PDG). En 1957, la Guinée a organisé une élection au cours de laquelle le PDG a remporté 56 sièges sur 60. Le PDG organisa un referendum en septembre 1958, au cours duquel la majorité des Guinéens optèrent pour une indépendance immédiate plutôt que pour une association continue avec la France. Les Français se retirent et, le 2 octobre 1958, la Guinée se proclame république souveraine et indépendante sous le président Touré.
En 1960, Touré accueillit en Guinée et soutient Amílcar Cabral et son organisation, le PAIGC, qui cherchait à obtenir l’indépendance de la Guinée portugaise (aujourd’hui la Guinée-Bissau) et du Cap-Vert portugais. En 1963, le PAIGC entame la guerre d’indépendance de la Guinée-Bissau.

## Déroulement de l'opération
Dans la nuit du 21 au 22 novembre 1970, environ 200 Guinéens armés — portant des uniformes similaires à ceux de l'armée guinéenne et commandés par des officiers portugais — et 220 soldats portugais (africains et européens) envahissent certaines positions autour de Conakry. Les soldats débarquent de quatre navires non marqués, dont un bâtiment de débarquement et un cargo, et détruisent 4 ou 5 navires de ravitaillement du PAIGC. D'autres débarquent près de la résidence d'été du président Sékou Touré, qu'ils incendient. Les envahisseurs se concentrent sur la destruction du siège du PAIGC dans une tentative infructueuse de capturer Amílcar Cabral qui se trouve alors en Europe. D'autres soldats s'emparent des camps de prisonniers politiques et libèrent un certain nombre de prisonniers, y compris des soldats et des aviateurs portugais détenus au camp Boiro qui avaient été capturés par les forces du PAIGC et remis aux Guinéens pour être mis en sécurité ; certains avaient été retenus prisonniers pendant sept ans. Après l'embarquement des libérés, les Portugais ont laissé les dissidents guinéens se débrouiller seuls à Conakry.
La principale force d'attaque atteint l'aéroport mais l'ignore et attaque ce qu'elle pense apparemment être la station de radio, ignorant que son utilisation avait été interrompue lorsqu'elle avait été remplacée plus tôt par une nouvelle station. D'autres soldats prennent la principale centrale électrique de la ville. Les milices guinéennes combattent les attaquants avec peu de succès. Ahmed Sékou Touré se trouve à ce moment-là au palais présidentiel.
La moitié de la force d'invasion se retire avec les prisonniers libérés vers les navires laissés en attente, laissant la tâche de renverser le gouvernement guinéen à une force estimée à moins de 150 hommes. Ce groupe espère apparemment un soulèvement de la population, mais cela ne se produit pas. Comme Cabral et Sékou Touré sont introuvables, les commandos portugais battent en retraite après avoir subi des pertes mineures.
Ils ne savaient pas, mais ils affronteraient des milliers d'hommes bien entraînés : de nombreux guérilleros du PAIGC étaient entraînés par les Cubains au Maroc et en Algérie et, lors de l'attaque de la caserne de la Garde républicaine, ils combattraient l'élite des Forces armées de la république de Guinée qui ont été formés par des conseillers militaires tchécoslovaques.[pas clair]

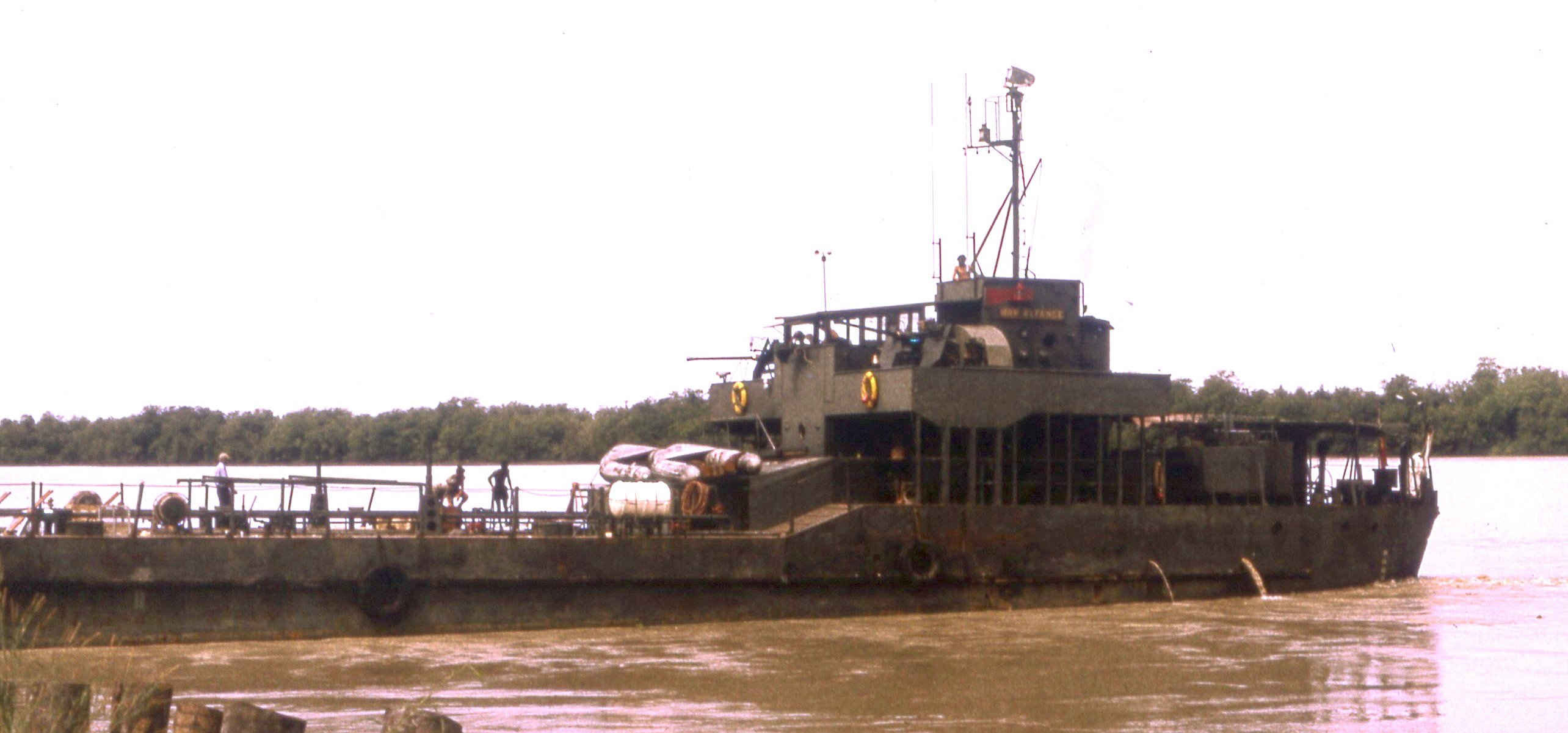

Des observateurs extérieurs ont émis l'hypothèse que le soutien de la population n'a pas été obtenu parce que les envahisseurs n'ont pas réussi à s'emparer de la bonne station de radio, qui a continué à fonctionner sous le contrôle du gouvernement. En outre, la plupart des responsables importants du gouvernement ou du parti ont pu éviter la capture.

## Réactions

### Internationales
Le 8 décembre 1970, le Conseil de sécurité des Nations unies adopte la résolution 290, qui condamne le Portugal pour son invasion de la Guinée et lui enjoint de respecter les principes d'autodétermination et d'indépendance en ce qui concerne la Guinée portugaise. Le 11 décembre 1970, l'Organisation de l'unité africaine (OUA) adopte à son tour une résolution condamnant l'invasion et ce de façon unanime. 
À la suite de l'invasion, l'Algérie et le Nigeria proposent leur aide à la Guinée tandis que l'Union soviétique envoie des navires de guerre dans la région pour dissuader toute nouvelle intervention militaire contre le régime de Sékou Touré et les bases du PAIGC.